# لوكاس تاجليابيترا
لوكاس دي ليما تاجليابيترا (من مواليد 5 نوفمبر 1990) لاعب كرة قدم برازيلي لعب سابقاً لنادي الباطن.

## روابط خارجية
- لوكاس تاجليابيترا على موقع قاعدة بيانات كرة القدم.إي يو (الإنجليزية)
- لوكاس تاجليابيترا على موقع Soccerway.com (الإنجليزية)
- لوكاس تاجليابيترا على موقع عالم كرة القدم.نت (الإنجليزية)
- لوكاس تاجليابيترا على موقع AS.com (الإسبانية)